# Selecció anglesa de corfbol
La selecció anglesa de corfbol és dirigida per la English Korfball Association (EKA) i representa Anglaterra a les competicions internacionals de corfbol. L'any 2007 la British Korfball Association es va dividir en tres parts: Anglaterra, Escòcia i Gal·les, que competeixen en totes les competicions internacionals excepte als World Games on ho fa com a Selecció britànica de corfbol.

## Història
| Campionat del Món |                      |                           |               |
| Any               | Campionat            | Seu                       | Classificació |
| 1978              | 1r Campionat del Món | Amsterdam (Països Baixos) | 4a plaça      |
| 1984              | 2n Campionat del Món | Anvers (Bèlgica)          | 4a plaça      |
| 1987              | 3r Campionat del Món | Makkum (Països Baixos)    | 3a plaça      |
| 1991              | 4t Campionat del Món | Anvers (Bèlgica)          | 5a plaça      |
| 1995              | 5è Campionat del Món | Nova Delhi (Índia)        | 8a plaça      |
| 1999              | 6è Campionat del Món | Adelaida (Austràlia)      | 3a plaça      |
| 2003              | 7è Campionat del Món | Rotterdam (Països Baixos) | 5a plaça      |
| 2007              | 8è Campionat del Món | Brno (República Txeca)    | 7a plaça      |
| 2011              | 9è Campionat del Món | Shaoxing (Xina)           | 5a plaça      |

- Abans del 2007 participaren com a Selecció britànica de corfbol.

| Campionat d'Europa |                       |                      |               |
| Any                | Campionat             | Seu                  | Classificació |
| 1998               | 1r Campionat d'Europa | Estoril (Portugal)   | 5a plaça      |
| 2002               | 2n Campionat d'Europa | Terrassa (Catalunya) | 5a plaça      |
| 2006               | 3r Campionat d'Europa | Budapest (Hongria)   | 5a plaça      |
| 2010               | 4t Campionat d'Europa | Països Baixos        | 6a plaça      |
| 2014               | 5è Campionat d'Europa | Portugal             | 4a plaça      |

- Abans del 2007 participaren com a Selecció britànica de corfbol.

## Equip actual
Selecció al Campionat del món 2011
| - Stephanie Allen - Neala Brennan - Natasha Dawson - Carly Holness - Heather Ikwuemesi - Hannah Lorrimer - Heather Lymburn - Amy Turner |  | - Joe Bedford - David Brooks - Sam Brooks - Andrew Hall - Ben King - Davesh Patel - Charles Vogwill - Tony Woodvine |